# Neochthonius imperialis
Espèce
Neochthonius imperialis est une espèce de pseudoscorpions de la famille des Chthoniidae.

## Distribution
Cette espèce est endémique de Californie aux États-Unis. Elle se rencontre dans la grotte Empire Cave dans le comté de Santa Cruz.

## Description
La femelle holotype mesure 1,38 mm.

## Publication originale
- Muchmore, 1996 : Another pseudoscorpion from Empire Cave, Santa Cruz County, California (Chthoniidae). Journal of Arachnology, vol. 24, no 1, p. 74-75 (texte intégral).